# Peponium mackenii
Peponium mackenii là một loài thực vật có hoa trong họ Cucurbitaceae. Loài này được (Naudin) Engl. mô tả khoa học đầu tiên năm 1897.